# Marisa Growaldt
Marisa Growaldt (* 22. August 1972 in Traunstein) ist eine deutsche Schauspielerin.

## Werdegang
Growaldt studierte zunächst Theaterwissenschaft, Germanistik und Kunstgeschichte an der Universität Wien, an der Freien Universität Berlin und an der Ludwig-Maximilians-Universität München. In den 1990er Jahren wirkte sie im Umfeld der Geschwister Odradek bei Performances und Kunstaktionen in Österreich und Deutschland mit. In Folge gründete sie mit Peter Kozek, Andreas Erstling und Elinor Mora das Kunst-Kollektiv AMPE Geusau. Von 1997 bis 2006 entstanden theatrale Performance-Installationen vorwiegend in leerstehenden, verlassenen Räumen in Wien.
2004 schloss sie ihr Schauspielstudium in der Classe Libre des Pariser Cours Florent ab. Es folgten Theater-, Performance- und Videoprojekte sowie Gastrollen für Film und Fernsehen. 2011 wurde ihre erste Kurzfilmregiearbeit "Vogelfrei" bei der Diagonale in Graz gezeigt.
Marisa Growaldt lebt im Chiemgau und in Paris.

## Filmografie
- 1996: Kommissar Rex: Der Puppenmörder, Fernsehserie
- 1996: Mille quadri di Napoli, Kurzfilm, R: Victor Jaschke
- 2000: Freischwimmer, Video, R: Marisa Growaldt
- 2001: Kommissar Rex: Berühmt um jeden Preis, Fernsehserie
- 2003: ⚭, video, in coop mit Deborah Chiarella
- 2003: Hotel Ostblick, 4 Kurzfilme, R: Bernhard Cella
- 2003: Interne / Discours à la mariée, Spielfilm, R: Antoine LeBos
- 2003: Marie Bonaparte, Fernsehfilm, R: Benoît Jacquot
- 2004:  Polizeiruf 110 – Die Maß ist voll, Fernsehreihe
- 2005: Hotel Ostblick, Kurzfilm, R: Bernhard Cella
- 2006: Je sicherer du bist desto dünner wird mein Rücken sein, Video, R: Marisa Growaldt
- 2006: La Princesse Recherche, Kurzfilm, R: Deborah Chiarella
- 2007: Headshots, Spielfilm, R: Lawrence Tooley
- 2007: Mikado,  Spielfilm, R: Silvia Zeitlinger
- 2008: Das weiße Band – Eine deutsche Kindergeschichte, Spielfilm
- 2008: Aplinkkelis, Kurzfilm, R: Lawrence Tooley
- 2009: Pepperminta, Spielfilm
- 2009: Schnell ermittelt: Laura Czerny, Fernsehserie
- 2009: Meine Tochter nicht, Fernsehfilm
- 2009: Das Vaterspiel, Spielfilm
- 2009: Contact High, Spielfilm
- 2010: SOKO Donau: Tod eines Schnüfflers, Fernsehserie
- 2010: Wie man leben soll, Spielfilm
- 2010: KAMELZIMMER #2: Vogelfrei, Hors la loi, Outlaw, Kurzfilm, R: Marisa Growaldt
- 2011: SOKO Wismar: Später Frühling, Fernsehserie
- 2012: Die Rosenheim-Cops: Wer zweimal stirbt ist wirklich tot, Fernsehserie
- 2013: München 7: Asche, Fernsehserie
- 2013: Flying Penguin, Kurzfilm, R: Benjamin Vornehm
- 2015: Heart bargain, Spielfilm, R: Nicolai Albrecht
- 2016: Unter Verdacht: Betongold, Fernsehserie
- 2016: Accelerando, Dokumentarfilm, R: Georg Wasner
- 2018: Angelo, Spielfilm
- 2019: Proxies and the Past, Mittellangfilm, R: Benjamin Vornehm
- 2019: Der Bozen-Krimi: Gegen die Zeit, Fernsehserie
- 2019: Zufall und Notwendigkeit, Kurzfilm, R: Nicolas Pindeus
- 2020: Dazwischen, Kurzfilm, R: David Hacke
- 2020: Freud, Fernsehserie
- 2021: Frühling: Weihnachtsgrüße aus dem Himmel, Fernsehreihe
- 2022: Mære, Mittellangfilm
- 2022: Die Glücksspieler, Fernsehserie
- 2022: Ritter ohne Arbeit, Kurzfilm, R: Nikita Gibalenko
- 2022: Und ihr schaut zu, Fernsehfilm, R: Michaela Kezele
- 2024: Die Toten vom Bodensee – Nachtschatten (Fernsehreihe)

## Theater / Performance
- The Mountain, Geschwister Odradek, 1996
- Museumsquartier Wien, Eprek, in coop mit Roman Steger, 1996
- AMPE Geusau präsentiert: Na Mahlzeit, 1997
- AMPE Geusau präsentiert: Hu Ha, 1998
- Schikaneder Wien, Auf Grund: Somethin’stupid, in coop mit Tanja Witzmann, 1999
- Sophiensaele Berlin, Pudelträume / Dirk Cieslak, freie coop, 2000
- Sophiensaele Berlin, In F5*. In englisch, 2000
- Florent: Le balcon / Genet, R: Sandy Ouvrier, 2001
- AMPE Geusau präsentiert: Polkadots, 2001
- Breaking The States, R: Amy Wood, 2001
- Florent: Le temps et la chambre / Botho Strauss, R: Christian Croset, 2001
- Florent: Waiting for you somewhere on this dirty island, R: Marisa Growaldt, 2002
- Florent: Médée / Corneille, R: Michel Fau, 2002
- Florent: Vagues à l'âme, R: Jean-Pierre Garnier, 2002
- Florent: Salut Marguerite / Duras, R: Martine Pascal, 2002
- AMPE Geusau präsentiert: Die Gesichte der Margarete M., 2003
- Florent: Helges Leben / Sibylle Berg, R: Hauke Lanz, 2003
- Festival Collioure: Roberto Zucco / Koltès, R: Thomas Durand, 2004
- Passage des Abbesses Paris: Médéemotions, R: Marisa Growaldt, 2005
- Gare au Théâtre Vitry, LES NEUF VIES... / Jordan Plevnes, R: Mustapha Aouar, 2005
- Festival Uetrecht: I’m not half the man I used to be, R: Stefanie Seibold, 2006
- AMPE Geusau Wien: I’m here by mistake, 2006
- Sparwasser Berlin: Mitting, R: Oliver Hangl, 2007
- Kunstzone Karlsplatz, Wien: Baumbühne, Residuen von und mit Marisa Growaldt, Michaela Mück und Peter Kozek, 2008
- k48-Oliver Hangl, Wien: Residuum#1 von und mit Marisa Growaldt, Michaela Mück und Peter Kozek, 2008
- KAMELZIMMER, Regie: Marisa Growaldt, 2010
- BAT Berlin: Nach dem glücklichen Tag / Gerhild Steinbuch, Regie: Moritz Riesewieck, 2010
- Münchner Volkstheater: Pussy Sludge (DSE) / Gracie Gardner, Deutsch von Maria Milisavljević, Regie: Mirjam Loibl, 2022